# Suso Hernández
Jesús Hernández Hernández (Aldea Blanca, Las Palmas de Gran Canaria, 20 de junio de 1981), conocido por Suso Hernández es entrenador de fútbol español, que actualmente está sin equipo.

## Trayectoria
Es un entrenador con dilatada experiencia que comenzaría su carrera profesional entrenando equipos del sur y sureste de Gran Canaria, como el Doramas, UD Vecindario, CD Maspalomas, Estrella CF y UD San Fernando.
Tras abandonar el UD San Fernando, fue llamado por el departamento de captación y formación de la UD Las Palmas.
En verano de 2017, tras el ascenso de Manuel Márquez Roca como entrenador al equipo de Primera División, "Suso" se convierte en entrenador del filial de la UD Las Palmas para su debut como entrenador en Segunda División B, en el grupo IV. Fue cesado tras la jornada 14, permaneciendo vinculado al club como adjunto al Departamento de Formación y Captación.